# 万春镇
万春镇，是中华人民共和国四川省成都市温江区下辖的一个乡镇级行政单位。

## 行政区划
万春镇下辖以下地区：
长石社区、南岳社区、永和社区、红专社区、黄石社区、踏水桥社区、春江路社区、天乡路社区、幸福村、报恩村、鱼凫村、新升村、金星村、和林村、三井村、高山村、新河村、镇江村、先锋村和红旗村。